# The Monster's Christmas
The Monster's Christmas este un film de Crăciun film neozeelandez din 1981 regizat de Yvonne Mackay. Filmul spune povestea unei tinere care este abordată de un monstru dintr-una din cărțile sale de povești pentru a-l ajuta pe el și pe alți monștri să-și recapete vocile care au fost furate de către o vrăjitoare rea. Rolurile principale au fost interpretate de actorii Paul Farrell, Lee Hatherly și Paul Jenden. Conform distribuitorului de filme Gibson Group, filmul a fost "scris și planificat astfel încât să cuprindă cât mai multe dintre locurile pitorești și frumoase din Noua Zeelandă".

## Prezentare
O tânără fată îi ajută pe monștrii din carte sa de povești pentru a învinge o pe vrăjitoarea rea care a furat vocile monștrilor pentru că aceștia au cântat colinde de Crăciun mai bine decât a făcut-o vrăjitoarea.

## Lansare
Un DVD pentru Regiunea 1 a fost lansat în 2004.

## Distribuție
- Paul Farrell - Monstru de munte
- Lee Hatherly - Vrăjitoare
- Paul Jenden - Insectă / monstru de pădure
- Bernard Kearns - voci de monștri (voce)
- Lucy McGrath - Girl
- Roger Page - Monstru de noroi
- Ingrid Prosser - Monstru de noroi
- Jeremy Stevens - voci de monștri (voce)
- Jane Waddell - T.V. Witch
- Michael Wilson - Nasty

## Vezi și
- Listă de filme de Crăciun de televiziune sau direct-pe-video